# Ante Kušurin
Ante Kušurin (Nova Gradiška, 9. lipnja 1983.) je hrvatski veslač.
- OI 2008. – 2. mjesto na kvalifikacijama u dvojcu na pariće s Mariom Vekićem (izravno u polufinale)

## Vanjske poveznice
- Kratka biografija na službenim stranicama OI 2008.
- Ante Kušurin i Mario Vekić u polufinalu dvojca na pariće[neaktivna poveznica]